# Канова (Савона)
Канова је насеље у Италији у округу Савона, региону Лигурија.
Према процени из 2011. у насељу је живело 18 становника. Насеље се налази на надморској висини од 598 м.